# Empis borealis
Empis borealis är en tvåvingeart som beskrevs av Carl von Linné 1758. Empis borealis ingår i släktet Empis och familjen dansflugor. Arten är reproducerande i Sverige. Inga underarter finns listade i Catalogue of Life.

## Bildgalleri

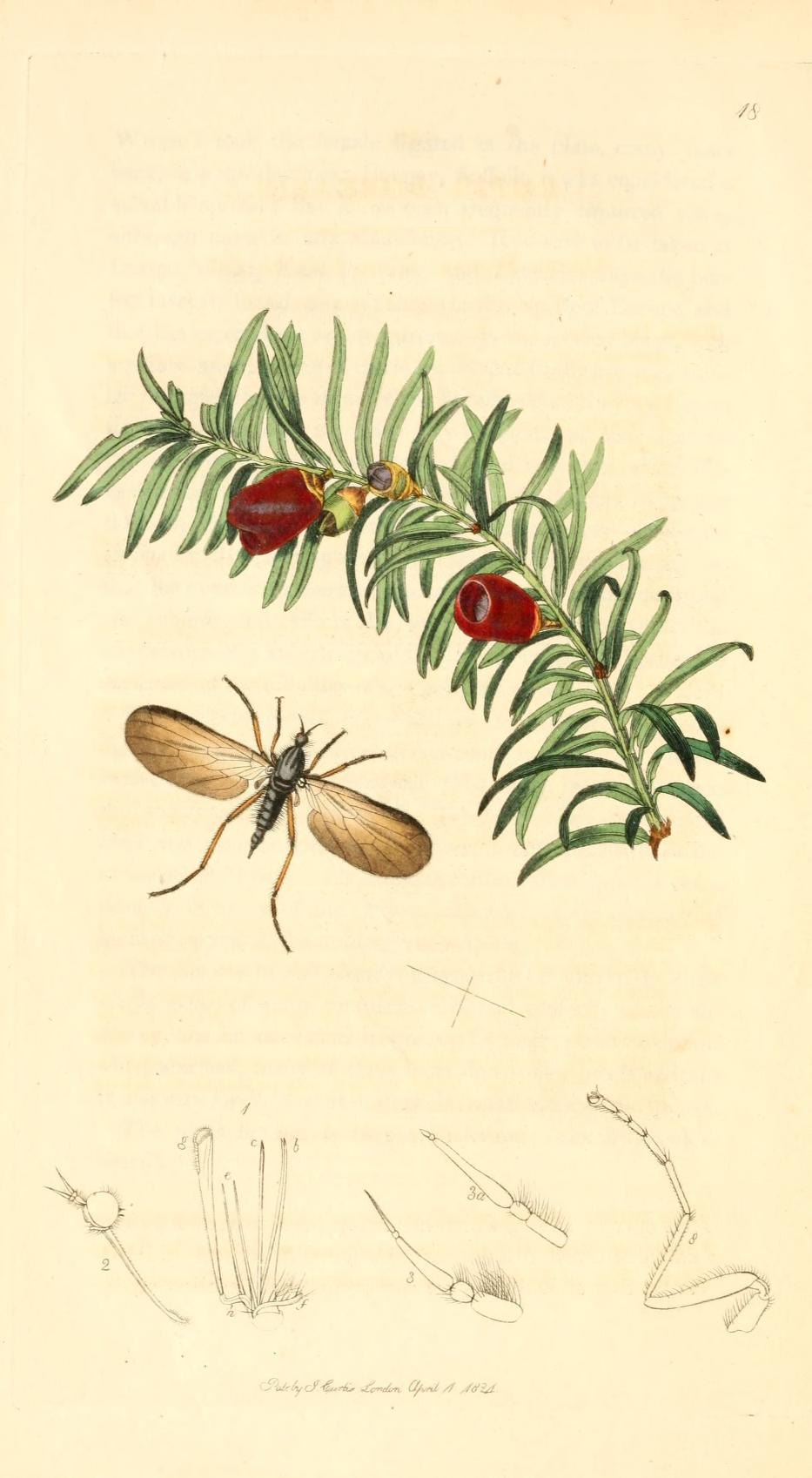
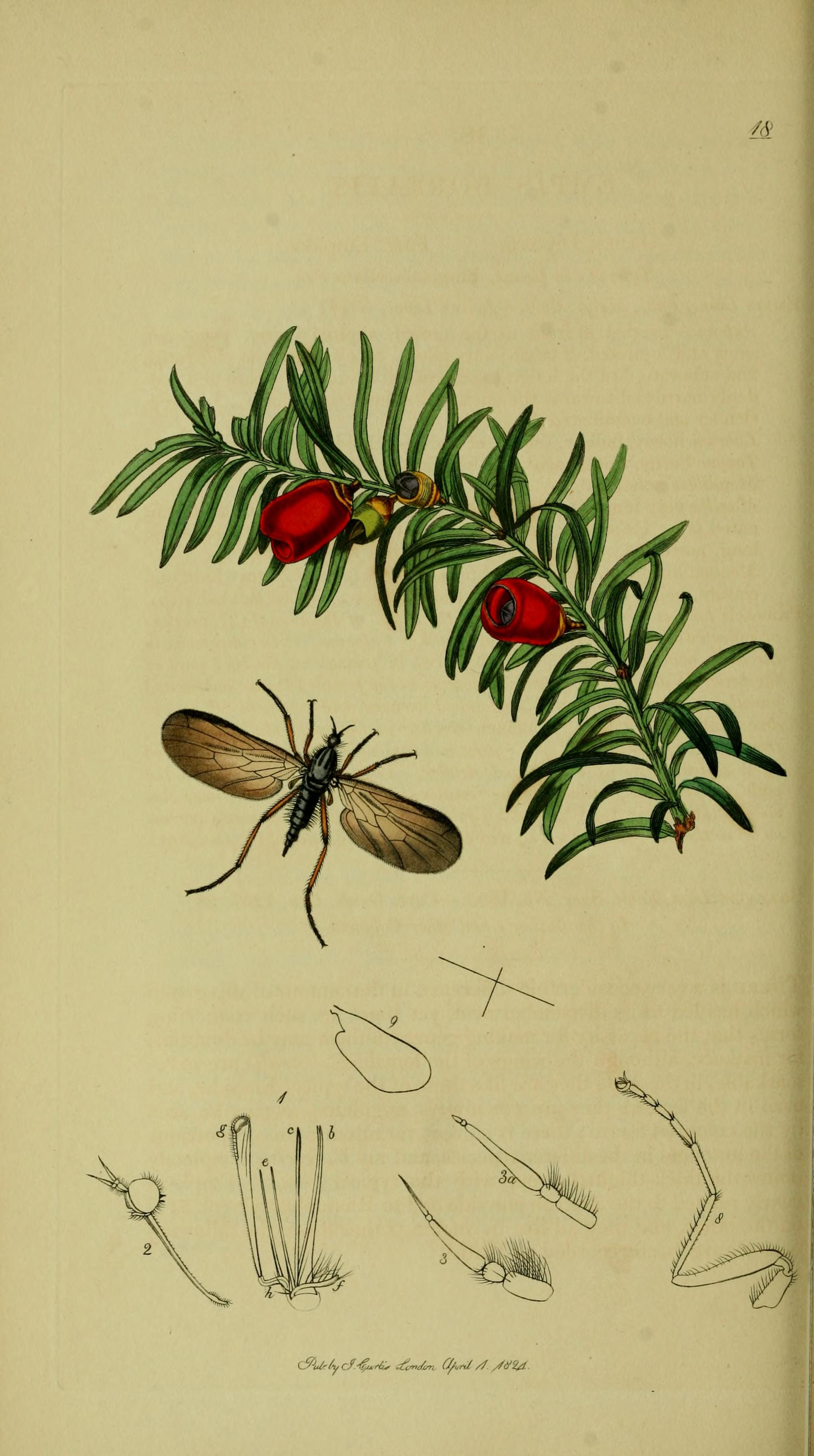
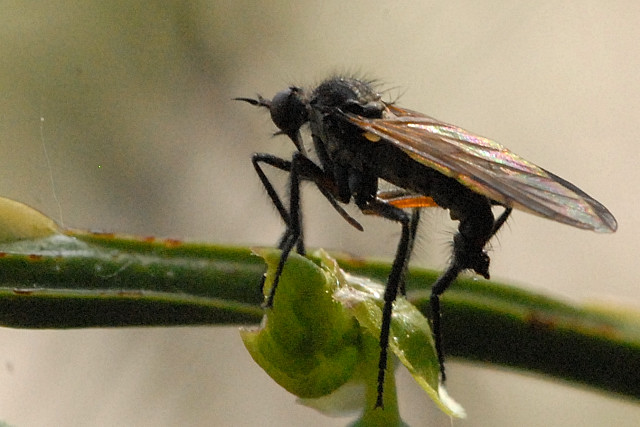
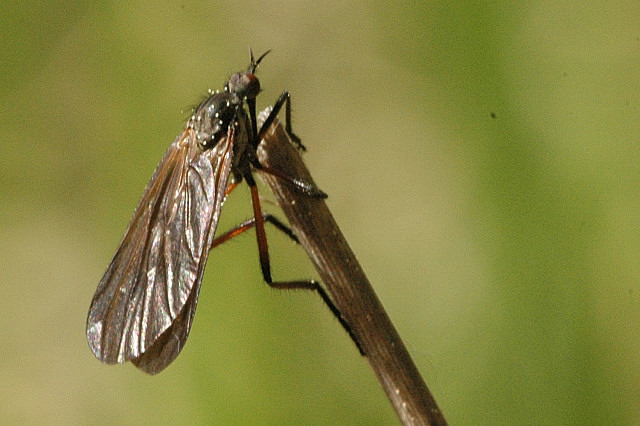